# نبيل فوزات نوفل
نبيل فوزات نوفل (1959-) هو كاتب وباحث سوري، ولد في قرية الهيات بمحافظة السويداء، وهو عضو في اتحاد الكتاب العرب - سوريا في سورية،  وأمين تحرير مجلة الفكر السياسي منذ 2020، ورئيس قسم الدراسات في «وكالة إيران الإخبارية اليوم» منذ 2019.

## مؤلفات
صدرت له عدة أعمال أدبية منها:
- «دراسات في الفكر السياسي، جولة في بعض قضايا الفكر السياسي المعاصر»، دار إيبلا، دمشق، سورية، 1992م.[3]
- «المياه العربية، التحديات والمستقبل»، نشر خاص، دمشق، سورية، 1996م.[4]
- «المثقفون في الوطن العربي»، دار الإشراق، دمشق وسورية، 1998م.
- «حبال الشيطان، دراسة تحليلية في الغزو الصهيوني لفلسطين»، نشر خاص، دمشق، سورية، 1999م.[5]
- «المحرقة والخلاص، قراءة في قضايا الفكر المعاصر»، دمشق، سورية، 2001.[6]
- «الإرهاب الدولي: الجذور والحقيقة»، دار الطليعة الجديدة، دمشق، سورية، 2003م.[7]
- «الرأي العام جلاء الحقيقة الإنسانية»، دمشق، سورية، 2005م.[8]
- «العرب آثمة للصبح منطلق؟»، دار النايا ومحاكاة للدراسات والنشر والتوزيع، دمشق، سورية، 2011م.[9]
- «وعي اللغة العربية»، إصدار الهيئة العامة للكتاب ودار البعث، دمشق، 2013م.
- «العقول المخصية: العقل العربي بين الإستلاب والوعي»، دمشق، مطبعة الأندلس، 2014.[10]
- «المشاركة في كتاب عناق الشرف والبنادق»، دار كنعان، دمشق، 2018.
- «مواقف ومخاطبات الدكتور عدنان مصطفى في الشأن الطاقي العربي»، دراسة نقدية، دمشق، مطبعة صايمة، 2019.
- «القدس بين الحقيقة والوهم»، المصدر التراث العربي، اتحاد الكتاب العرب، 2019.[11]
- «أحلام جندي عربي سوري»، نص أدبي، اتحاد الكتاب العرب، 2019.